# Юнацька збірна Казахстану з футболу (U-19)
Юнацька збірна Казахстану з футболу (U-19) — національна футбольна збірна Казахстану, що складається із гравців віком до 19 років. Керівництво командою здійснює Казахстанська федерація футболу.
Головним турніром для команди є Юнацький чемпіонат Європи з футболу (U-19), успішний виступ на якому дозволяє отримати путівку на Молодіжний чемпіонат світу, у якому команда бере участь вже у форматі збірної U-20. Також може брати участь у товариських і регіональних змаганнях.
До 2002 року Казахстанська федерація футболу була членом азійської футбольної конфедерації АФК і юнацька збірна країни брала участь у юнацьких кубках Азії

## Юнацький (U-19) кубок Азії
| Рік    | Раунд                 | І  | В | Н | П  | Г+ | Г- |
| ------ | --------------------- | -- | - | - | -- | -- | -- |
| 1994   | Груповий етап         | 4  | 0 | 0 | 4  | 5  | 15 |
| 1996   | Кваліфікаційний раунд | 3  | 1 | 0 | 2  | 2  | 7  |
| 1998   | 4-е місце             | 6  | 2 | 1 | 3  | 10 | 10 |
| 2000   | Кваліфікаційний раунд | 4  | 1 | 2 | 1  | 5  | 6  |
| Усього | 2/4                   | 17 | 4 | 3 | 10 | 22 | 38 |

## Юнацький чемпіонат Європи з футболу (U-19)
| Юнацький чемпіонат Європи (U-19) | Юнацький чемпіонат Європи (U-19) | Юнацький чемпіонат Європи (U-19) | Юнацький чемпіонат Європи (U-19) | Юнацький чемпіонат Європи (U-19) | Юнацький чемпіонат Європи (U-19) | Юнацький чемпіонат Європи (U-19) | Юнацький чемпіонат Європи (U-19) | Юнацький чемпіонат Європи (U-19) |
| Рік                              | Раунд                            | Місце                            | І                                | В                                | Н                                | П                                | Г+                               | Г-                               |
| -------------------------------- | -------------------------------- | -------------------------------- | -------------------------------- | -------------------------------- | -------------------------------- | -------------------------------- | -------------------------------- | -------------------------------- |
| 2004                             | не кваліфікувалася               | не кваліфікувалася               | не кваліфікувалася               | не кваліфікувалася               | не кваліфікувалася               | не кваліфікувалася               | не кваліфікувалася               | не кваліфікувалася               |
| 2005                             | не кваліфікувалася               | не кваліфікувалася               | не кваліфікувалася               | не кваліфікувалася               | не кваліфікувалася               | не кваліфікувалася               | не кваліфікувалася               | не кваліфікувалася               |
| 2006                             | не кваліфікувалася               | не кваліфікувалася               | не кваліфікувалася               | не кваліфікувалася               | не кваліфікувалася               | не кваліфікувалася               | не кваліфікувалася               | не кваліфікувалася               |
| 2007                             | не кваліфікувалася               | не кваліфікувалася               | не кваліфікувалася               | не кваліфікувалася               | не кваліфікувалася               | не кваліфікувалася               | не кваліфікувалася               | не кваліфікувалася               |
| 2008                             | не кваліфікувалася               | не кваліфікувалася               | не кваліфікувалася               | не кваліфікувалася               | не кваліфікувалася               | не кваліфікувалася               | не кваліфікувалася               | не кваліфікувалася               |
| 2009                             | не кваліфікувалася               | не кваліфікувалася               | не кваліфікувалася               | не кваліфікувалася               | не кваліфікувалася               | не кваліфікувалася               | не кваліфікувалася               | не кваліфікувалася               |
| 2010                             | не кваліфікувалася               | не кваліфікувалася               | не кваліфікувалася               | не кваліфікувалася               | не кваліфікувалася               | не кваліфікувалася               | не кваліфікувалася               | не кваліфікувалася               |
| 2011                             | не кваліфікувалася               | не кваліфікувалася               | не кваліфікувалася               | не кваліфікувалася               | не кваліфікувалася               | не кваліфікувалася               | не кваліфікувалася               | не кваліфікувалася               |
| 2012                             | не кваліфікувалася               | не кваліфікувалася               | не кваліфікувалася               | не кваліфікувалася               | не кваліфікувалася               | не кваліфікувалася               | не кваліфікувалася               | не кваліфікувалася               |
| 2013                             | не кваліфікувалася               | не кваліфікувалася               | не кваліфікувалася               | не кваліфікувалася               | не кваліфікувалася               | не кваліфікувалася               | не кваліфікувалася               | не кваліфікувалася               |
| 2014                             | не кваліфікувалася               | не кваліфікувалася               | не кваліфікувалася               | не кваліфікувалася               | не кваліфікувалася               | не кваліфікувалася               | не кваліфікувалася               | не кваліфікувалася               |
| 2015                             | не кваліфікувалася               | не кваліфікувалася               | не кваліфікувалася               | не кваліфікувалася               | не кваліфікувалася               | не кваліфікувалася               | не кваліфікувалася               | не кваліфікувалася               |
| 2016                             | не кваліфікувалася               | не кваліфікувалася               | не кваліфікувалася               | не кваліфікувалася               | не кваліфікувалася               | не кваліфікувалася               | не кваліфікувалася               | не кваліфікувалася               |
| 2017                             | не кваліфікувалася               | не кваліфікувалася               | не кваліфікувалася               | не кваліфікувалася               | не кваліфікувалася               | не кваліфікувалася               | не кваліфікувалася               | не кваліфікувалася               |
| 2018                             | не кваліфікувалася               | не кваліфікувалася               | не кваліфікувалася               | не кваліфікувалася               | не кваліфікувалася               | не кваліфікувалася               | не кваліфікувалася               | не кваліфікувалася               |
| 2019                             | не кваліфікувалася               | не кваліфікувалася               | не кваліфікувалася               | не кваліфікувалася               | не кваліфікувалася               | не кваліфікувалася               | не кваліфікувалася               | не кваліфікувалася               |
| 2020                             | не кваліфікувалася               | не кваліфікувалася               | не кваліфікувалася               | не кваліфікувалася               | не кваліфікувалася               | не кваліфікувалася               | не кваліфікувалася               | не кваліфікувалася               |
| 2021                             | Скасовано через COVID-19         | Скасовано через COVID-19         | Скасовано через COVID-19         | Скасовано через COVID-19         | Скасовано через COVID-19         | Скасовано через COVID-19         | Скасовано через COVID-19         | Скасовано через COVID-19         |
| 2022                             | не кваліфікувалася               | не кваліфікувалася               | не кваліфікувалася               | не кваліфікувалася               | не кваліфікувалася               | не кваліфікувалася               | не кваліфікувалася               | не кваліфікувалася               |
| 2023                             | не кваліфікувалася               | не кваліфікувалася               | не кваліфікувалася               | не кваліфікувалася               | не кваліфікувалася               | не кваліфікувалася               | не кваліфікувалася               | не кваліфікувалася               |
| 2024                             | не кваліфікувалася               | не кваліфікувалася               | не кваліфікувалася               | не кваліфікувалася               | не кваліфікувалася               | не кваліфікувалася               | не кваліфікувалася               | не кваліфікувалася               |
| 2025                             | не кваліфікувалася               | не кваліфікувалася               | не кваліфікувалася               | не кваліфікувалася               | не кваліфікувалася               | не кваліфікувалася               | не кваліфікувалася               | не кваліфікувалася               |
| Усього                           |                                  | 0/22                             | 0                                | 0                                | 0                                | 0                                | 0                                | 0                                |